# Paul Kleber
Paul Kleber (* 1973 in Berlin) ist ein deutscher Jazzmusiker (Kontrabass, auch E-Bass, Komposition).

## Leben
Kleber spielte in früher Jugend Cello und Jazz-Schlagzeug, bevor er den Kontrabass zu seinem Hauptinstrument machte. An der Hochschule für Musik „Hanns Eisler“ Berlin absolvierte er ein klassisches Kontrabassstudium; es folgte ein Jazzstudium an der Universität der Künste Berlin. 
Seit 1996 spielte er mit Lisa Bassenge, zunächst in ihrem Trio, dann auch in den Projekten Micatone (seit 1999) und Nylon (seit 2004) und weiteren Formationen zusammen. Gemeinsam mit Bassenge schrieb er die meisten Eigenkompositionen und arrangierte viele Stücke für ihre Formationen. 
Weiterhin gehörte er mit Michael Schiefel, Tilmann Dehnhard, Bene Aperdannier und Rainer Winch zu JazzIndeed; mit dieser Band veröffentlichte er zwei Alben. Zudem ist er auf Alben von Jazzanova, Barbara Buchholz, Sebastian Studnitzky, Christoph Adams, Adoro, Anna Margolina und Daniel Weltlinger zu hören.